# Bezirk Chagres
Chagres ist ein Bezirk (distrito) der Provinz Colón in Panama. Die Einwohnerzahl betrug laut Volkszählung 2023 10.968.

## Gliederung
Der Bezirk Chagres ist administrativ in folgende Corregimientos unterteilt:
- Nuevo Chagres
- Achiote
- El Guabo
- La Encantada
- Palmas Bellas
- Piña
- Salud